# Back Home
Back Home je studiové album amerického rock and rollového kytaristy a zpěváka Chucka Berryho, vydané v roce 1970 u Chess Records.

## Seznam skladeb
| Pořadí | Název            | Délka |
| ------ | ---------------- | ----- |
| 1.     | Tulane           | 2:37  |
| 2.     | Have Mercy Judge | 2:42  |
| 3.     | Instrumental     | 2:47  |
| 4.     | Christmas        | 3:28  |
| 5.     | Gun              | 2:47  |
| 6.     | I'm A Rocker     | 4:39  |
| 7.     | Flyin' Home      | 4:22  |
| 8.     | Fish And Chips   | 2:52  |
| 9.     | Some People      | 4:12  |

## Sestava
- Chuck Berry – kytara, zpěv
- Robert Baldori – harmonika
- Lafayette Leake – piáno
- Phil Upchurch – baskytara